# Красновка (Кировский район)
Красно́вка (до 1948 года Кра́сные Ерчи́, до 1920-х Ерчи́; укр. Краснівка, крымскотат. Yerçi, Ерчи) — село в Кировском районе Республики Крым, входит в состав Синицынского сельского поселения (согласно административно-территориальному делению Украины — Синицынского сельского совета Автономной Республики Крым).

## Население
| 2001 | 2014 |
| ---- | ---- |
| 261  | ↘187 |

Всеукраинская перепись 2001 года показала следующее распределение по носителям языка
| Язык             | Процент |
| ---------------- | ------- |
| русский          | 51.34   |
| крымскотатарский | 31.03   |
| украинский       | 13.79   |
| белорусский      | 1.15    |
| другие           | 0.38    |

### Динамика численности
| - 1805 год — 56 чел. - 1864 год — 71 чел. - 1889 год — 131 чел. - 1892 год — 13 чел. - 1902 год — 74 чел. - 1915 год — 140/0 чел. | - 1926 год — 325 чел. - 1939 год — 146 чел. - 1989 год — 203 чел. - 2001 год — 261 чел. - 2009 год — 242 чел. - 2014 год — 187 чел. |

## Современное состояние
На 2017 год в Красновке числится 4 улицы; на 2009 год, по данным сельсовета, село занимало площадь 60 гектаров на которой, в 78 дворах, проживало 242 человека. В селе действует фельдшерско-акушерский пункт, Красновка связана автобусным сообщением с Феодосией, райцентром и соседними населёнными пунктами.

## География
Красновка — село на северо-востоке района, на берегу одного заливов Сиваша в устье речки Кхоур-Джилга, высота центра села над уровнем моря — 2 м. Ближайшие сёла — Синицыно в 3 км на юго-запад и Васильковое примерно в 3,7 км на юг. Райцентр Кировское — примерно в 9 километрах (по шоссе), там же ближайшая железнодорожная станция — Кировская (на линии Джанкой — Феодосия). Транспортное сообщение осуществляется по региональным автодорогам 35Н-200 Синицыно — Красновка — до шоссе 35Н-199 Синицыно — Васильковое (по украинской классификации — С-0-10511).

## История
Первое документальное упоминание села встречается в Камеральном Описании Крыма… 1784 года, судя по которому, в последний период Крымского ханства Акан рай входил в Старо-Крымский кадылык Кефинского каймаканства. После присоединения Крыма к России (8) 19 апреля 1783 года, (8) 19 февраля 1784 года, именным указом Екатерины II сенату, на территории бывшего Крымского Ханства была образована Таврическая область и деревня была приписана к Левкопольскому, а после ликвидации в 1787 году Левкопольского — к Феодосийскому уезду Таврической области. После Павловских реформ, с 1796 по 1802 год, входила в Акмечетский уезд Новороссийской губернии. По новому административному делению, после создания 8 (20) октября 1802 года Таврической губернии, Ерчи был включён в состав Парпачской волости Феодосийского уезда.
По Ведомости о числе селений, названиях оных, в них дворов… состоящих в Феодосийском уезде от 14 октября 1805 года, в деревне Ерчи числилось 9 дворов и 56 жителей. На военно-топографической карте генерал-майора Мухина 1817 года деревня Ярча обозначена с 10 дворами. После реформы волостного деления 1829 года Эрчи, согласно «Ведомости о казённых волостях Таврической губернии 1829 года», отнесли к Агерманской волости (переименованной из Парпачской). На карте 1836 года в деревне 12 дворов, а на карте 1842 года Ерчи обозначен условным знаком «малая деревня», то есть, менее 5 дворов.
В 1860-х годах, после земской реформы Александра II, деревню приписали к Арма-Элинской волости. Согласно «Списку населённых мест Таврической губернии по сведениям 1864 года», составленному по результатам VIII ревизии 1864 года, Эрчи — владельческая татарская деревня с 13 дворами и 71 жителем близ Сиваша. По обследованиям профессора А. Н. Козловского начала 1860-х годов, в селении «все без исключения колодцы с весьма солёною водою, годною лишь для животных. Людьми же в пищу не употребляется». На трёхверстовой карте Шуберта 1865—1876 года в деревне Ерчи обозначено 13 дворов.
По «Памятной книге Таврической губернии 1889 года», по результатам Х ревизии 1887 года, в деревне Ерчи, уже Владиславской волости, числилось 22 двора и 131 житель. По «…Памятной книжке Таврической губернии на 1892 год» в Ерчи, входившей в Владиславское сельское общество, числилось 13 жителей в 2 домохозяйствах. По «…Памятной книжке Таврической губернии на 1902 год» в деревне Ерчи числилось 74 жителя в 12 домохозяйствах. По Статистическому справочнику Таврической губернии. Ч.II-я. Статистический очерк, выпуск пятый Феодосийский уезд, 1915 год, в деревне Ерчи Владиславской волости Феодосийского уезда числилось 30 дворов (все дворы безземельные) с населением в количестве 140 человек приписных жителей (без указания национальностей), из которых 98 мужчин и 42 женщин. Жители землёй не владели, но за селением числилось60 десятин удобной земли. В хозяйствах имелось 50 лошадей, 18 волов, 25 коров и 25 голов овец, свиней, или коз.
После установления в Крыму Советской власти, по постановлению Крымревкома от 8 января 1921 года была упразднена волостная система и село вошло в состав вновь созданного Владиславовского района Феодосийского уезда, а в 1922 году уезды получили название округов. 11 октября 1923 года, согласно постановлению ВЦИК, в административное деление Крымской АССР были внесены изменения, в результате которых округа ликвидировались и Владиславовский район стал самостоятельной административной единицей. Декретом ВЦИК от 4 сентября 1924 года «Об упразднении некоторых районов Автономной Крымской С. С. Р.» Владиславовский район в октябре 1924 года был преобразован в Феодосийский и село включили в его состав. Согласно Списку населённых пунктов Крымской АССР по Всесоюзной переписи 17 декабря 1926 года, в селе Ерчи, Аппакского сельсовета Феодосийского района, числилось 15 дворов, все крестьянские, население составляло 96 человек, из них 78 татар и 18 болгар. Постановлением ВЦИК «О реорганизации сети районов Крымской АССР» от 30 октября 1930 года из Феодосийского района был выделен (воссоздан) Старо-Крымский район (по другим сведениям 15 сентября 1931 года) и село включили в его состав, а, с образованием в 1935 году Кировского — в состав нового района. Время появления названия Красные Ерчи пока не установлено. По данным всесоюзной переписи населения 1939 года в селе проживало 146 человек.
В 1944 году, после освобождения Крыма от фашистов, согласно Постановлению ГКО № 5859 от 11 мая 1944 года, 18 мая крымские татары были депортированы в Среднюю Азию. 12 августа 1944 года было принято постановление № ГОКО-6372с «О переселении колхозников в районы Крыма» и в сентябре того же года в село приехали первые переселенцы, 428 семей, из Тамбовской области, а в начале 1950-х годов последовала вторая волна переселенцев. С 1954 года местами наиболее массового набора населения стали различные области Украины. С 25 июня 1946 года Красные Ерчи в составе Крымской области РСФСР. Указом Президиума Верховного Совета РСФСР от 18 мая 1948 года, Красные Ерчи переименовали в Красновку. 26 апреля 1954 года Крымская область была передана из состава РСФСР в состав УССР. Время включения в Васильковский сельсовет пока не установлено: на 15 июня 1960 года село уже числилось в его составе. Указом Президиума Верховного Совета УССР «Об укрупнении сельских районов Крымской области», от 30 декабря 1962 года Кировский район был упразднён и село присоединили к Нижнегорскому. 1 января 1965 года, указом Президиума ВС УССР «О внесении изменений в административное районирование УССР — по Крымской области», вновь включили в состав Кировского. С 1968 года Красновка в составе Синицынского сельсовета. По данным переписи 1989 года в селе проживало 203 человека. С 12 февраля 1991 года село в восстановленной Крымской АССР, 26 февраля 1992 года переименованной в Автономную Республику Крым. С 21 марта 2014 года в составе Крыма аннексирована Россией.